# Gerda-und-Günter-Bialas-Preis
Der Gerda-und-Günter-Bialas-Preis, benannt nach Günter Bialas und dessen Frau, war eine mit 10.000 Euro dotierte Auszeichnung für Komponisten. Er wurde von der GEMA-Stiftung finanziert und von 1998 bis 2013 alle zwei Jahre von der Bayerischen Akademie der schönen Künste an Komponisten verliehen, deren Künstlerpersönlichkeit von Günter Bialas mitgeprägt worden war.

## Preisträger
- 1998 Babette Koblenz
- 2000 Ulrich Stranz
- 2002 Peter Kiesewetter (2003 verliehen)
- 2004 Heinz Winbeck
- 2006 Nicolaus A. Huber (2007 verliehen)
- 2008 Peter Michael Hamel
- 2010 Wilfried Hiller
- 2013 Michael Denhoff

(Quelle:)